# Mad
Mad (maďarsky Nagymad) je obec v okrese Dunajská Streda na Slovensku. Leží v centrální části Žitného ostrova, části slovenské Podunajské nížiny.

## Historie
Mad byl poprvé písemně zmíněn v roce 1254 a byl v držení nižších šlechtických rodů, konkrétně v 16. století rodu Dóczyů. V roce 1828 zde bylo 88 domů a 634 obyvatel. Do roku 1918 bylo území obce součástí Uherska. Na základě první vídeňské arbitráže bylo v letech 1938 až 1945 součástí Maďarska. V letech 1960 až 1990 byl Mad součástí obce Dolný Bar. Při sčítání lidu v roce 2011 žilo v obci Mad 528 obyvatel, z toho 459 Maďarů, 58 Slováků a jeden Němec. Jeden obyvatel uvedl jinou etnicitu a devět obyvatel svou národnost nespecifikovalo.

## Církevní stavby
- Reformovaný toleranční kostel z roku 1788
- Římskokatolický kostel (z roku 1869) sv. Jana Nepomuckého